# Pedro Serra
Pedro Serra (Barcellona, 1340/1350 – Genova, 8 ottobre 1404) è stato uno pseudocardinale spagnolo, creato dall'antipapa Benedetto XIII.

## Biografia
Nacque ad Barcellona tra il 1340 ed il 1350.
L'antipapa Benedetto XIII lo elevò al rango di (pseudo) cardinale nel concistoro del 22 settembre 1397.
Morì l'8 ottobre 1404 a Genova.